# 유욱손
유욱손(劉旭孫, 생몰년 미상)은 서진 시기의 인물로 아버지는 유희, 아들은 유혼이며 유송을 세운 유송 무제의 고조부이다.

## 생애
생전 서진의 개봉현령(开封縣令)을 지냈으며, 420년 유송이 건국되자 유욱손은 개봉부군(開封府君)으로 추존되어 칠묘에 위패가 안치되었다.
464년 유송 효무제가 죽자 개봉부군의 묘역은 제거되었으나 465년 유송 명제가 즉위하여 묘역이 다시 복구되었다. 이후 472년 명제가 죽자 묘역은 다시 제거되었다.

## 기타
유송이 남제에 의해 멸망한 후, 이왕삼각의 예로 여음군왕(汝陰郡王)으로 책봉된 유윤(劉胤)의 조상이다.